# 1977 у кіно

## Фільми
- Борг
- Гаріб в країні Джинів
- Горіховий хліб
- Зоряні війни. Епізод IV. Нова надія
- Зрадниця

### УРСР
- Бути братом

## Персоналії

### Народилися
- 18 лютого — Ласло Немеш, угорський кінорежисер, сценарист та продюсер.
- 2 квітня — Майкл Фассбендер, ірландський актор німецького походження.
- 24 квітня — Ніколя Казаль, французький актор, модель.
- 15 червня — Ганна Ковальчук, російська акторка театру і кіно
- 21 липня — Ілля Носков, російський актор театру і кіно.
- 9 жовтня — Єгор Бероєв, російський актор театру і кіно.
- 30 листопада — Нелсан Елліс, американський актор, режисер, сценарист та продюсер (пом. 2017).
- 8 грудня — Марко Бергер, аргентинський кінорежисер, сценарист і продюсер.

### Померли
- 9 січня — Ісаєв Костянтин Федорович, радянський кіносценарист, драматург, кінорежисер.
- 12 січня — Анрі-Жорж Клузо, французький кінорежисер, сценарист та продюсер.
- 13 січня — Бжеська Валентина Юхимівна, українська акторка.
- 11 лютого — Карл Лео Пірсон, американський кіномонтажер.
- 13 березня — Бабенко Георгій Гаврилович, український актор театру і кіно.
- 17 березня — Земляк Василь Сидорович, український письменник і кіносценарист чеського походження.
- 20 березня — Іллюшин Микола Романович, радянський український кінооператор.
- 11 квітня — Жак Превер, французький поет і кінодраматург.
- 13 квітня — Ільченко Данило Іванович, український російський, радянський кіноактор.
- 28 квітня — Рікардо Кортес, американський актор.
- 1 травня — Парфенюк Олена Павлівна, радянська й українська художниця по гриму.
- 2 травня — Анненський Ісидор Маркович, радянський режисер і сценарист.
- 4 травня:
  - Крістіан Матра, французький кінооператор (нар. 1903)
  - Карел Гегер, чехословацький актор театру, кіно та телебачення.
- 10 травня — Джоан Кроуфорд, американська акторка.
- 12 травня:
  - Джоан Кроуфорд, американська акторка німого й звукового кіно, танцюристка.
  - Лау Лаурітцен (молодший), данський актор, кінорежисер і сценарист.
- 31 травня — Вільям Касл, американський режисер.
- 26 липня — Соболєвський Петро Станіславович, радянський російський актор.
- 6 вересня — Ежен Шюффтан, французький і американський кінооператор.
- 8 вересня — Зеро Мостел, американський актор театру і кіно.
- 24 жовтня:
  - Капка Дмитро Леонтійович, український кіноактор та дипломат.
  - Ржецька Лідія Іванівна, білоруська радянська акторка.
- 3 листопада — Віктор Герман, американський сценарист, кінорежисер та кінопродюсер англійського походження.
- 26 листопада — Грибов Олексій Миколайович, радянський актор.
- 3 грудня — Шпиковський Микола Григорович, український радянський кінорежисер, сценарист.
- 12 грудня — Реймон Бернар, французький кінорежисер та сценарист (нар. 1891).
- 15 грудня — Галич Олександр Аркадійович, радянський поет, сценарист, драматург українського єврейського походження, автор і виконавець власних пісень.
- 22 грудня — Бондаренко Євген Васильович, український актор.
- 25 грудня — Чарлі Чаплін, легендарний англійський та американський кіноактор і кінорежисер.
- 26 грудня — Говард Гоукс, американський кінорежисер, продюсер та сценарист.